# Muhammedanische Studien
Das Buch Muhammedanische Studien des Orientalisten Ignaz Goldziher wurde in den Jahren 1889–1890 erstmals herausgegeben. Es besteht aus zwei Teilen, die Goldzihers Freunden und Berufskollegen C. Snouck Hurgronje (Bd. 1) und August Müller (Bd. 2) gewidmet sind. Mit diesem Werk wie mit seinen späteren Vorlesungen über den Islam (1910), die beide bis heute als wegweisend gelten, schuf der Verfasser die Grundlagen der modernen Islamwissenschaft. Indem er die islamischen Quellen in ihrem Entstehungskontext verortete, gelangte Goldziher zu einem dynamischen Verständnis des Islam.

## Zusammenfassung
Das Einleitende Kapitel des ersten Bandes, Muruwwa und Din, erläutert den Gegensatz zwischen Muruwwa, den althergebrachten ritterlichen Tugenden im vorislamischen Arabien, und Din, der Offenbarung Gottes. Ein ähnliches Spannungsverhältnis kommt im zweiten Kapitel zur Sprache: Das arabische Stämmewesen und der Islam. Hier wird der Gegensatz zwischen den Grundsätzen des Islam und dem traditionellen Leben im Stammesverband beschrieben, in dem die oftmals feindlichen Abgrenzungsmaßnahmen zwischen benachbarten Stämmen und die überlieferte Herkunft von nennenswerten und ruhmreichen Ahnen von ausschlaggebender Bedeutung sind. Insbesondere in Hadithen, die nach dem Tode Mohammeds überliefert werden, werden alte Stammesfehden gegenstandslos, wenn die Gleichheit und Brüderlichkeit aller Muslime in der Umma verkündet wird. Der zweite Band behandelt einerseits die Entwicklung des Hadith, andererseits Die Heiligenverehrung im Islam. Die Darstellung einer der zentralen Wissenschaftsdisziplinen des Islam, Hadith und Sunna hat an ihrer Bedeutung nach über hundert Jahren ihrer Publikation nichts eingebüßt.
Angelika Neuwirth weist darauf hin, dass die Wissenschaft des Judentums in Goldzihers islamwissenschaftlichen Forschungsarbeiten eine bedeutende Rolle einnimmt. Die historisch-kritische Koranforschung deutschsprachiger Juden des 19. Jahrhunderts beginnt mit Abraham Geigers Dissertation „Was hat Mohammed aus dem Judenthume aufgenommen?“ (1833) und Gustav Weils „Historisch-kritische Einleitung in den Koran“ (1844). Diese Forschungsarbeiten, ein später Ableger der jüdischen Aufklärung, wurden zu Beginn des 20. Jahrhunderts fortgesetzt, bis zur Schließung der Hochschule für die Wissenschaft des Judentums im Jahre 1942 und dem gewaltsamen Abbruch dieser Tradition durch das nationalsozialistische Regime.

## Ausgaben
- Muhammedanische Studien. 2 Bände. Niemeyer, Halle 1889–1890 (Digitalisat).
- Muhammedanische Studien. 2 Bände in 1 Band. Olms Verlag, Hildesheim 2004, ISBN 3-487-12606-0.

## Übersetzungen
- Englisch: Muslim Studies. Herausgegeben von Samuel Miklos Stern. Aldine, Chicago 1968 (Digitalisate: Band 1, Band 2).
- Französische Teilübersetzung: Études sur la tradition islamique. Extraites du tome II des «Muhammedanische Studien» (= Initiation à l’Islam. Band VII). Adrien Maisonneuve, Paris 1984. Review (englisch) Online-Teilansicht